# Giovanni Melarangelo

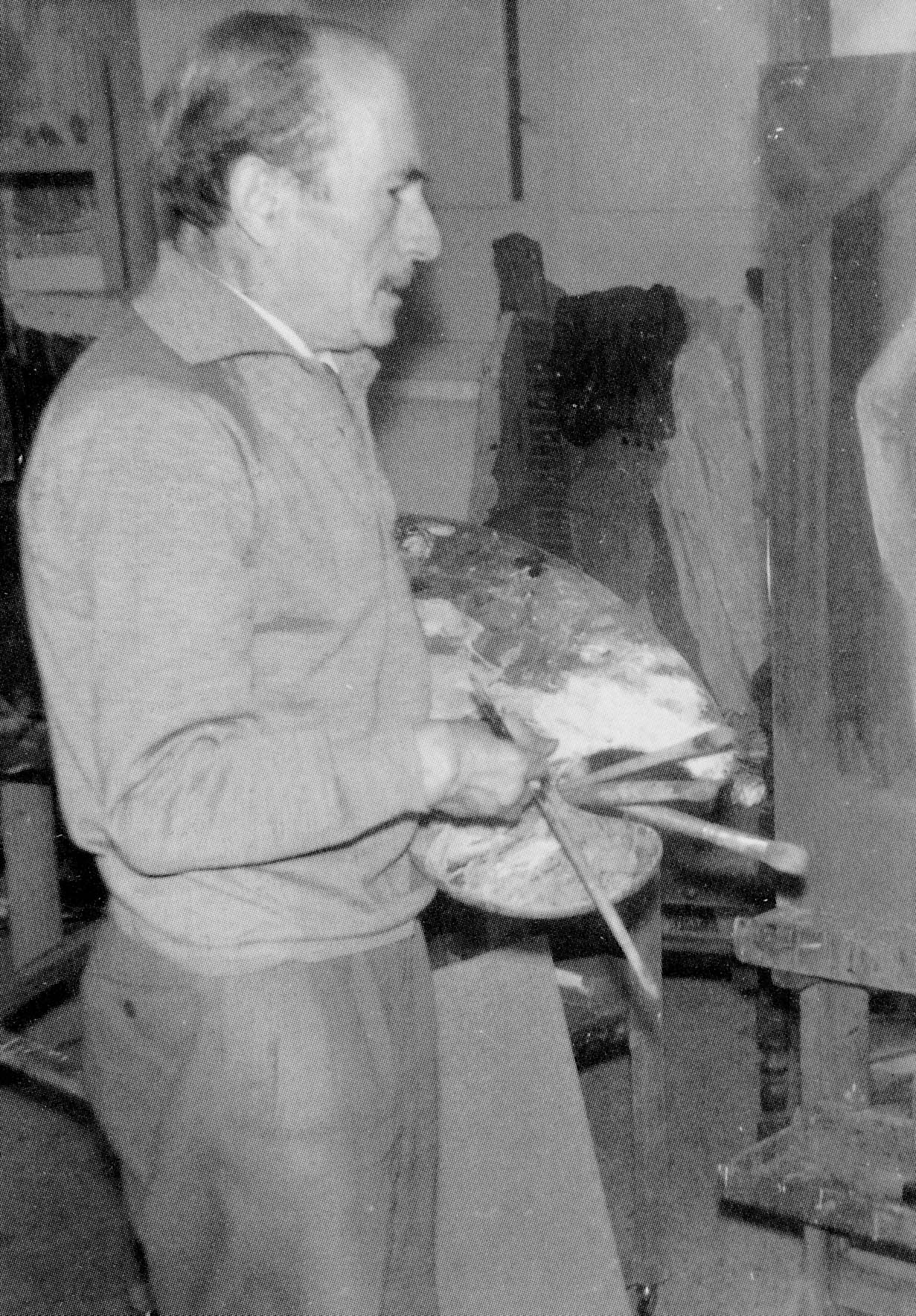
Giovanni Melarangelo nel suo studio (1965).

Giovanni Melarangelo (Teramo, 4 gennaio 1903 – Teramo, 14 dicembre 1978) è stato un pittore italiano.

## Biografia
Nasce in Vico del Pensiero, nel quartiere teramano del Carmine, da piccoli commercianti di origine contadina. A 16 mesi perde entrambi i genitori. “Mia madre morì di malattia”, riferirà a Giammario Sgattoni, “e mio padre subito dopo di spleen, di malinconia”. Dopo aver lavorato come operaio in una fabbrica di fiammiferi, la zia paterna Domenica riesce a impiegarlo al Banco Abruzzese grazie alla sopraggiunta scarsità di personale dovuta al richiamo al fronte di molti teramani, e, notando l'inclinazione del ragazzo per il disegno, gli paga lezioni pomeridiane con Vittorino Scarselli, già allievo di Teofilo Patini ed esponente con Giuseppe Bonolis, Gennaro Della Monica, Raffaello Pagliaccetti e Pasquale Celommi, della migliore tradizione teramana del verismo umanitario dell'ultimo Ottocento. Da Scarselli apprende non solo i fondamentali rudimenti tecnici, ma anche un indirizzo morale che Melarangelo conserverà per tutta la vita: il mondo della povertà più profonda, quello dei diseredati e degli emarginati. Gli orfani e i vecchi di un ospizio sono i soggetti delle sue prime opere pittoriche.
Ottenuta la tessera di giornalista in qualità di caricaturista del giornale “Il piccolo Sasso” diretto da Giustino Bonolis, dove illustra i testi del poeta dialettale Guglielmo Cameli, inizia la frequentazione di spettacoli teatrali e di varietà, che gli dischiudono tutto un mondo dell'effimero che egli saprà cogliere con grande intensità di introspezione poetica, mondo che resterà uno dei luoghi privilegiati di tutta la sua produzione futura. Con l'eccezione di alcune pitture dal tono più nobile e distaccato, ispirate dalla danzatrice e coreografa Liliana Merlo, trasferitasi a Teramo da Roma per fondare nel 1959 quella che si dimostrerà la più importante e longeva istituzione abruzzese nel campo della danza accademica, o danza "d'arte", le suggestioni della sua pittura provengono quasi esclusivamente dalle ballerine del varietà e dagli acrobati del mondo del circo e, in una parola, dall'universo dell'arte “bassa” e popolare. In questo microcosmo, Melarangelo cerca di evidenziare le illusioni di libertà e di emancipazione sociale di tutta una realtà provinciale, contadina e piccoloborghese, dal proprio stato di degradazione materiale e culturale.
Nel 1918 aderisce al Partito Socialista Italiano, seguendone nel 1921 la scissione, diventando segretario della Sezione giovanile comunista di Teramo. Nei locali della Sezione teramana del Partito Comunista Italiano, insegna a leggere e scrivere ai giovani compagni, studiando nel contempo l’Ordine nuovo di Antonio Gramsci. Nel 1923 rischia l'arresto durante una perquisizione della polizia fascista, la quale lo scheda come “fervente comunista” da sorvegliare attentamente.
Nel 1933 sposa Lidia Colonna, dalla quale avrà tre figli. Conosce intanto lo xilografo Armando Cermignani di Pescara, e inizia una serie di viaggi per l'Italia che lo renderanno edotto su molte delle nuove tendenze. Visita così le mostre biennali a Venezia, le Quadriennali a Roma, le Triennali a Milano, legge la rivista Valori Plastici fondata nel 1918 da Roberto Melli, Mario Broglio, Carlo Carrà, Giorgio De Chirico, Giorgio Morandi, e altri artisti reduci dalle avanguardie internazionali. Guarda con attenzione in particolare  alla “Scuola romana” di Scipione e Mafai, al gruppo cosiddetto dei "Sei pittori di Torino" e alla “Corrente” di Milano. Nell'ambiente artistico e giornalistico abruzzese, dove imperante è ancora il figurativismo tradizionale alla Francesco Paolo Michetti, Melarangelo viene presto considerato un pittore “modernista”. «Sì, io posso essere considerato un post-impressionista», dirà di sé.
Stringe amicizia con Basilio Cascella e con Venanzo Crocetti. Nel 1936, per esprimere solidarietà a un impiegato suo collega, accusato di antifascismo, perde il posto. Anche per ragioni di sopravvivenza, nel 1938 apre una piccola bottega d'arte che funge non solo da rivendita di colori, oggettistica e libri d'arte, ma anche da galleria, la prima in Abruzzo, e da ritrovo per artisti e intellettuali. Malgrado questa vivacità artistica e culturale, e nonostante alcune occasioni di proporsi come autore in occasione di alcune mostre importanti, come quella di Milano del 1940, la bottega sarà costretta a chiudere alla fine degli anni Quaranta.
Nel 1949 gli viene assegnata una cattedra all'Istituto d'arte “Palizzi” di Lanciano, nonché al Liceo Artistico di Pescara, fondato in quello stesso anno. Inizia così la sua attività di insegnante, che lo vedrà impegnato per un decennio. Lascia nel 1960 per dedicarsi completamente alla pittura. Mantiene in questo periodo vivi contatti sia con l'ambiente culturale pescarese che con quello teramano, e specie con il Centro Culturale Gramsci di Teramo, sorto negli anni Sessanta per iniziativa di Piero Tempesti e Pasquale Limoncelli allo scopo di promuovere un'arte "impegnata" nel sociale, del quale diviene subito un attivissimo socio.
Dal 1950 partecipa con regolarità ai Premi Michetti, come invitato, mentre Erminio Macario gli commissiona decine di quadri per una sua galleria in Liguria, e Paolo Vaccarino gli organizza mostre a Messina, Catania e Ferrara. Dipinge inoltre un’Annunciazione che viene esposta in una rassegna dell'arte italiana a Sydney e a Melbourne.
Nel 1966 inaugura una seconda galleria d'arte, alla quale dà il nome "Il Polittico". Nelle sue sale espositive mostreranno le proprie opere, fra gli altri, Alfredo Del Greco, Ettore Spalletti, Franco Summa, Nicola Febo e, per la prima volta in Abruzzo, Mario Schifano. La galleria chiuderà definitivamente nel 1974.
Amareggiato da alcune operazioni di discriminazione politica attuate contro di lui e colpito da artrite reumatoide alle mani, Melarangelo si ritira sempre più nel privato, dedicandosi esclusivamente alla sua arte. Le ultime apparizioni pubbliche del pittore sono quelle occasionate dalle personali e dagli omaggi che la città di Teramo gli tributa negli ultimi anni. Tra le altre, ricordiamo la mostra dedicatagli dal Centro Gramsci nel 1965, l'Omaggio organizzato nel 1976 presso Lo Svarietto di Carlo Marconi dal Comitato di quartiere di S. Anna, dove Liliana Merlo si esibisce danzando tra i suoi quadri su musica di Fryderyk Chopin, e dove Melarangelo ha modo di riconciliarsi con un altro grande protagonista della pittura teramana del Novecento, Guido Montauti. Una mostra antologica si terrà ancora nel 1978, organizzata in suo onore dal Partito Comunista Italiano.
Nel 1990, oltre all'intitolazione di una strada cittadina, l'amministrazione comunale di Teramo gli dedica un'importante mostra antologica nella Pinacoteca Civica e la pubblicazione di un catalogo curato da Mario De Micheli.

## Principali opere
- Il pagliaio, 1920, olio su tavola, 70 × 50
- Vecchio dell'Ospizio, 1920, olio su tavola, 23 × 33
- Allegria dei contadini, 1930, olio su tavola, 18 × 27
- Riposo dei contadini, 1930, olio su tavola, 45 × 31
- Bozzetto per lo “Sposalizio contadino”, 1930, tempera su cartone, 20 × 25
- Sposalizio contadino, 1933, olio su tavola, 61 × 61
- Burlesca, 1935, olio su tavola, 45 × 35
- Nudo, 1935, olio su tavola, 70 × 50
- Annunciazione, 1935, olio su tavola, 66 × 60
- Natura morta con girasole, 1936, olio su tavola, 47,5 × 43,5
- Piazza Garibaldi, 1937, olio su tavola, 44 × 40
- Natura morta con ventaglio, 1937, olio su tavola, 42 × 46,5
- Lavandaie, 1937, olio su tavola, 39,5 × 33
- Il “pianino”, 1938, olio su tavola, 46 × 32
- L'equilibrista, 1938, olio su tavola, 51 × 60
- Natura morta con pere, 1938, olio su tavola, 42 × 33
- Natura morta, 1938-39, olio su tavola, 32 × 45
- Strada per Torricella, 1938-39, olio su tavola, 40 × 30
- Porto di Giulianova, 1939, olio su tavola, 38,5 × 29
- Casello ferroviario, 1940, olio su tavola, 40 × 33
- Nudo seduto, 1940, olio su tavola, 47,5 × 63
- Forcella, 1944, olio su tavola, 35 × 31
- Ritratto di Maria, 1944, olio su tavola, 20 × 24
- Elisa come Musetta, 1946, olio su tavola, 35 × 42
- Parata del circo, 1946, olio su tavola, 33 × 43
- L'albero del pozzo, 1946, olio su tavola, 26,5 × 22,5
- Ripattone, 1946-47, olio su tavola, 47 × 38
- Natura morta con fichi e ventalgio, 1948, olio su tavola, 45 × 38
- Autoritratto con berretto rosso, 1948, olio su tavola, 35 × 50
- Piero che s'incipria, 1948, olio su tavola, 50 × 60
- Memena come Musetta, 1948, olio su tavola, 40 × 45
- Ritratto di Sandro, 1951, olio su cartone, 24 × 34
- Ulivi, 1951, olio su tavola, 59 × 48,5
- Teresa, 1951, olio su carta, 23 × 31
- Case di Vico del Sole, 1952, olio su cartone, 40 × 50
- Fanciulla, 1952-53, olio su cartone, 26 × 32
- Venditore di pianeta, 1953, olio su cartone, 46 × 62
- Orti di Vico della Luna, 1953, olio su faesite, 33 × 43
- Il pesce rosso, 1953, olio su tavola, 37 × 41
- Autoritratto con saio domenicano, 1953, olio su tavola, 32 × 45
- Acrobati in riposo, 1953-54, olio su tavola, 29 × 34
- Ragazzo del circo, 1954, olio su tavola, 35 × 45
- Le tre ballerine, 1954-55, olio su faesite, 50 × 60
- Parata del circo, 1955, olio su tavola, 44,5 × 48
- Testa di clown, 1955, olio su cartone, 22,5 × 23,5
- Pausa nello spettacolo, 1955, olio su masonite, 50 × 72
- L'imbonitore, 1955, olio su cartone, 35 × 41
- Il riposto della ballerina, 1955, olio su cartone, 49,5 × 59
- I pagliacci, 1955, olio su cartone, 34 × 49
- Tra le quinte, 1955, olio su cartone, 32 × 44
- Il matrimonio, 1955, olio su cartone, 34 × 42
- Venditrice di pianeta, 1955, olio su cartone, 33 × 42
- Suonatore ambulante, 1953-55, olio su cartone, 24 × 33,5
- Autoritratto, 1955, olio su faesite, 35 × 42
- L'uscita dal sipario, 1955-56, olio su cartone, 33 × 48
- Il giocoliere, 1956, olio su cartone, 34 × 49,5
- L'entrata del clown, 1957, olio su tela, 48,5 × 68,5
- Pastorello, 1957, olio su cartone, 30 × 40
- Esercizio acrobatico, 1957, olio su tela, 38 × 45
- Arena popolare, 1957, olio su faesite, 48 × 67
- Spettacolo all'Arena popolare, 1959, olio su compensato, 110 × 74
- Troupe Fiorentino, 1958, olio su faesite, 62 × 50
- Carrozzoni del circo, 1959, olio su masonite, 60 × 50
- Piccolo pagliaccio, 1959, olio su tela, 45 × 60
- Baracca dei comici, 1959, olio su masonite, 48 × 58
- Paesaggio al crepuscolo, 1960, olio su masonite, 62 × 45
- I girovaghi, 1961, olio su tela, 49 × 69
- L'uliveto, 1961, olio su carta, 22 × 15
- In attesa del ballo, 1961, olio su masonite, 45 × 68,5
- La maestra di danza, 1961, olio su tela, 60 × 80
- Il pagliaccio Nani fra le ballerine, 1963, olio su tela, 44 × 59
- La ballerina in riposo, 1963, olio su tela, 60 × 80
- La recita del clown, 1964, olio su tela, 33,5 × 48
- Il prestigiatore, 1965, olio su tela, 45 × 60
- Il clown, 1965, olio su tela, 58 × 88
- Ballerina, 1965, tecnica mista, 50 × 70
- In attesa dello spettacolo, 1966, olio su tela, 60 × 100
- Arlecchinata, 1966, olio su masonite, 75 × 100
- Pagliacci in pista, 1966, olio su tela, 69 × 48
- Personaggi del circo, 1966, olio su tela, 60 × 45
- Ragazza che si trucca, 1966, olio su tela, 50 × 70
- Invito al circo, 1966, olio su tela, 45 × 59
- Prima dello spettacolo, 1966, olio su cartone telato, 34 × 49
- Ballerine, 1966, olio su tela, 60 × 80
- Pagliacci in pista, 1966, olio su tela, 45 × 59
- Il pagliaccio eloquente, 1966, olio su cartone, 18 × 30
- Pulcinella, 1966, olio su tela, 43 × 59
- Intervallo, 1966, olio su tela, 50 × 60
- Testa di ragazza, 1967, olio su tela, 25 × 30
- Ragazza con cappello nero, 1968, olio su tela, 44 × 58
- La piroetta, 1968, olio su tela, 58 × 77
- Conversazione, 1969, olio su masonite, 55 × 86
- L'annunciatore, 1969, olio su masonite, 32 × 50
- Après l'amour, 1971, olio su tela, 55 × 39,5
- Ragazza sognante, 1971, olio su tela, 47,5 × 67
- Ballerine dell'avanspettacolo, 1972, olio su tela, 50 × 60
- Ballerina seduta, 1972, olio su tela, 78 × 98
- Testa di donna, 1975, olio su tela, 35 × 45
- Ragazza in posa, 1976, olio su tela, 14 × 20
- Bagnanti, 1977, olio su tela, 33 × 47
- Acrobati, 1978, olio su cartone, 33 × 34